# Wolfgang Doehm
Wolfgang Theodor Doehm (* 31. Dezember 1934; † 16. Dezember 2010) war ein deutscher Graveur und Medailleur.
Doehm begann 1951 seine Ausbildung zum Reliefgraveur, die er 1965 mit einer Meisterprüfung abschloss. Bis 1985 war er daraufhin bei der Staatlichen Münze Stuttgart tätig, wo er Entwürfe und Prägestempel für Medaillen und Münzen fertigte. Ab 1971 beteiligte er sich darüber hinaus an Wettbewerben für Kurs- und Gedenkmünzen. 
Seine bekannteste Arbeit ist die 1975 eingeführte 5-DM-Münze, die ursprünglich in eckig-ovaler Ausführung entworfen wurde. Weitere umgesetzte Entwürfe Doehms sind die 10-Mark-Gedenkmünze zum 250. Geburtstag von Johann Gottfried Herder von 1994, und die 100-Euro-Gedenkmünze zum UNESCO-Welterbe Goslar von 2008. Auch an dem Entwurf der Staufermedaille war er beteiligt.